# Henry Larsen (danski veslač)
Henry Christian Larsen, danski veslač, * 21. julij 1916, Køge, † 26. september 2002.
Larsen je za Dansko nastopil na Poletnih olimpijskih igrah 1948 v Londonu kot član danskega četverca s krmarjem in osvojil bronasto medaljo.